# Eduard Pichl
Eduard Pichl (Liesing, 15 settembre 1872 – Ramsau am Dachstein, 15 marzo 1955) è stato un alpinista, ingegnere e saggista austriaco,  considerato nell'ambiente alpino uno degli alpinisti più influenti del primo Novecento, fu compagno di esplorazione di Hans Barth, Heinrich Pfannl, Thomas Maischberger, Viktor Wessely e altri. Come alpinista diede un contributo particolare allo sviluppo delle Alpi Carniche (il rifugio Eduard Pichl porta il suo nome) e delle Alpi dell'Ennstal; in occasione di importanti prime ascensioni, tra cui la parete nord del Planspitze, la parete nord del Patteriol e lo spigolo nord del Langkofel, alla sua memoria sono stati intitolati alcuni itinerari attrezzati come il Pichlwege nelle Alpi dell'Ennstal e sulla parete sud del Dachstein, il Pichlriß sulla Torre Delago nelle Dolomiti altoatesine. Politicamente fu un acceso nazionalista e antisemita, e come presidente nella sua sezione alpina austriaca di Vienna, fece approvare, per la prima volta, nel 1921, il così detto "paragrafo ariano" e successivamente nell'intero del Club Alpino Tedesco Austriaco  che prevedeva l'espulsione degli alpinisti ebrei.

## Biografia
Pichl studiò ingegneria presso l'Università tecnica di Vienna e in seguito lavorò come funzionario statale, raggiungendo il grado di "Hofrat",  consigliere privato. Durante i suoi studi, nel 1891, fu uno dei fondatori dell'Associazione degli studenti tecnici tedeschi Gothia.  Nel 1903 divenne membro onorario dell'Associazione studentesca accademica Cruxia di Leoben. Allo scoppio della prima guerra mondiale, Pichl si arruolò volontariamente nellìesercito imperiale, fu ferito in Galizia e trascorse 33 mesi come prigioniero di guerra dei Russi in Siberia. Nel 1917 ritornò in patria per uno scambio di prigionieri. Divenne istruttore nel reparto addestramento delle guide alpine dell'esercito austro-ungarico e, nonostante la ferita al polso, fu il primo a scalare nell'agosto del 1918 lo spigolo settentrionale del Sassolungo, alto 900 metri.
Dopo la guerra Pichl lavorò anche come progettista degli ex percorsi di guerra alpini del fronte nelle Alpi Carniche.  Riuscì a convincere il comitato centrale del Club Alpino Austriaco (ÖAK) con la sua idea di sviluppare l'infrastruttura militare a fini turistici. I sentieri della linea del fronte vennero trasformati in sentieri d'alta quota, che collegavano le caserme di guerra ai rifugi alpini (ad esempio l'Alta Via Carnica). Il rifugio sul lago Wolayer nella dorsale carnica, distrutto durante la prima guerra mondiale, fu ricostruito nel 1923 dalla sezione austriaca del Club Alpino Tedesco Austriaco  e denominato rifugio Eduard Pichl in onore del suo presidente. Solo nel 2002 gli venne restituito il suo nome originale, Wolayerseehütte. Tuttavia, il "divieto di mille marchi" del maggio del 1933 e la recessione economica, uniti alla disoccupazione di massa in Austria, portarono in seguito a un drastico calo del turismo, che subì solo una breve interruzione tra l'annessione dell'Austria (Anschluss) del 1938 e l'inizio della seconda guerra mondiale.  Eduard Pichl fu sepolto a Bad Goisern il 20 marzo 1955. 

## Vita politica
La figura di Eduard Pichl, funzionario e politico, è difficilmente separabile dalle sue attività alpinistiche, di cui parlò molto presto con la stesura di articoli sulle riviste alpine e che gli conferirono grande autorità negli ambienti alpinistici. Crebbe a Vienna e, già quando era studente e membro di un'associazione studentesca subì l'attrazione dei nazionalisti tedeschi. Nel 1895 Pichl si unì alla Sezione austriaca di Vienna, che abbandonò nel 1896 perché, a suo avviso, vi appartenevano troppi ebrei. Divenne amico e compagno di lotta di Georg von Schönerer, il principale esponente del movimento pangermanista nell'Impero austro-ungarico. Dopo la prima guerra mondiale lavorò alla sua opera più ampia, una biografia di Schönerer, i cui primi quattro volumi furono pubblicati fino al 1923 sotto lo pseudonimo di Herwig. La sua visione politica del mondo abbracciava gli stessi ideali di Schönerer che rappresentava l'antisemitismo razziale, iniziò una polemica contro la "stampa ebraica"e nonostante avesse prestato giuramento ufficiale alla corona degli Asburgo, fu un oppositore dello stato multietnico asburgico e prospettava l'unificazione dell'Austria con il Reich tedesco. Difese il primato del “popolo nobile tedesco” sugli altri popoli e il culto del capo germanico; criticò la “socialdemocrazia ebraicizzata”. Quando Pichl venne eletto presidente della Sezione alpina austriaca di Vienna, una delle più grandi sezioni del Club Alpino Tedesco Austriaco, nell'aprile del 1921, la prima cosa che fece fu inserire un "paragrafo ariano" nello statuto del club. Il 27 ottobre 1921 la sezione così decise che gli ebrei, che a quel tempo costituivano circa un terzo dei membri della sezione, dovevano essere esclusi dalla stessa. Lo stesso provvedimento fu adottato dalla Sezione di Vienna (1905), dalla Sezione accademica di Vienna (1907) e dal Club turistico austriaco (1920). Successivamente Pichl fece approvare il cosiddetto "paragrafo ariano" in diverse sezioni del Club AlpinoTedesco (tra cui anche quella del Club Alpino Austriaco) e, contro la resistenza di Willi Rickmer Rickmers e Johann Stüdl, anche nell'intero club. 
Nel 1921 i membri esclusi fondarono insieme ad altri la sezione Donauland (che inizialmente fu accettata dal Club Alpino Tedesco Austriaco (DuÖAV) nonostante l'ostruzionismo di Pichl, la quale venne nuovamente esclusa definitivamente nel 1924. 
Nel 1925 le sezioni alpine tedesche obbligarono le sezioni austriache a non presentare ulteriori domande per l'introduzione dei "paragrafi ariani" negli otto anni successivi. Nel 1923 Pichl, insieme ai sostenitori del putsch di Kapp fuggiti in Austria, fondò l'Associazione nazionale tedesca per la difesa alpina Edelweiss e la German Watch, che perpetrò diversi omicidi politici. Nel 1938, Adolf Hitler sostenne la stampa dei due volumi rimanenti della biografia di Schönerer scritta da Pichl tramite l'Istituto del Reich per la storia della Nuova Germania e fece acquistare metà dell'edizione (500 copie su 1.000).  Dopo la vittoria degli Alleati in Europa, la sezione alpina austriaca venne bandita nel 1945. L'anno successivo l'anziano Pichl non partecipò alla nuova fondazione e successivamente la neonata sezione alpina austriaca prese le distanze dal suo passato oscuro e dalle azioni del suo ex dirigente.

## Carriera alpinistica
Pichl iniziò la sua carriera alpinistica all'età di 22 anni con la scalata del Sonnblick e del Großglockner. Nel 1898 si unì al Club Alpino Austriaco e lì trovò compagni di montagna come il caucasico Ämilius Hacker, l'alpinista Thomas Maischberger, Alfred von Radio-Radhis, il segretario del Club Alpino Austriaco Hanns Barth, Heinrich Krempel detto "Apache", il pittore alpino Gustav Jahn e altri alpinisti. Nel "periodo d'oro dei senza guida" fu uno dei loro rappresentanti più eminenti.  Come alpinista e scalatore, Pichl completò 60 nuovi tour e prime ascensioni, tra cui la parete sud del Dachstein e i monti del Gesäuse e vi fece molti nuovi viaggi dal 1896 al 1929.
Negli anni del primo dopoguerra Pichl sviluppò la conoscenza della dorsale carnica. Pichl compì notevoli viaggi e prime ascensioni anche nelle Dolomiti, nel Delfinato e nelBernina. Tra le sue nuove escursioni più famose nelle Dolomiti si ricordano l'ariosa cresta nord-occidentale del Cimone della Pala e, nel 1899, la "Pichl-Riß" sulla Torre Delago nel Catinaccio con Hanns Barth. Il suo nuovo tour più bello rimase quello sul versante settentrionale del Sassolungo nelle Dolomiti. Pichl era considerato un rappresentante eminente della cosiddetta scuola viennese. Evitava deliberatamente le moderne scarpette da arrampicata e gli ausili artificiali per la locomozione durante l'arrampicata. 
In suo onore prendono il nome il sentiero attrezzato Pichlweg sulla parete sud del Dachstein (prima salita di E. Pichl, F. Gams e F. Zimmer il 17 luglio 1901) e il Pichlweg sulla parete nord del Planspitze (prima salita di E. Pichl e F. Panzer il 10 giugno 1900) nel Gesäuse. Pubblicò le guide, Karnische Hauptkette, 1929; Gesäuse, in numerose edizioni, i libri Wiens Bergsteigertu (1927) e Hoch vom Dachstein an (In alto dal Dachstein) (1936), collaborò alla guida in più volumi Der Hochtourist in den Ostalpen (L'alto turista nelle Alpi orientali). 
- 1894 Salita al Hoher Sonnblick, 3106 m, (Gruppo Goldberg); Salita al Großglockner, 3798 m, (Gruppo del Glockner, Alti Tauri)
- 1896 Prima salita e traversata del Granatspitze - fianco sud-est, 3086 m, (Gruppo del Granatspitz); Prima salita del Rotkogel - cresta sud-est, 2657 m, (Gruppo del Granatspitz); Prima traversata del Rotkogel, 2657 m, al Granatspitze, 3086 m, (Gruppo del Granatspitz)
- 1898 Prima salita dell'Hohes Dirdl - cresta ovest, 2829 m, (Monti del Dachstein); Prima salita dello Sparafeld - cima principale - fianco sud e canalone sud, 2247 m, (Alpi dell'Ennstal, Gesäuse); Prima salita del Kleiner Buchstein - cima nord-est - est parete, 1990 m, (Alpi Ennstal, Gesäuse)
- 1899 Prima salita del Kleiner Ödstein - Gola Nord "Variante Pichl-Gams", III, 2081 m, (Alpi Ennstal, Gesäuse); Prima salita del Grosser Ödstein - parete sud-est "Pichl-Panzer", III+, 2335 m, (Alpi dell'Ennstal, Gesäuse); Prima salita del Grosser Ödstein - spigolo nordovest, spigolo medio "variante Pichl", 2335 m, (Alpi Ennstal, Gesäuse); Prima salita della parete nord dell'Ödstein, 2335 m, (Alpi dell'Ennstal, Gesäuse); Prima salita della cresta ovest dell'Admonter Reichenstein, 2251 m, (Alpi dell'Ennstal, Gesäuse); Prima salita del Grosser Reichenstein da ovest a est, 2251 m, (Alpi dell'Ennstal, Gesäuse); Prima salita della parete nord della cima ovest del San Gallo "Pichl-Barth", 2144 m, (Alpi dell'Ennstal); Prima salita della cresta nord della torre nord del San Gallo, 2130 m, (Alpi dell'Ennstal, Gesäuse; Prima salita della cima del San Gallo - torre nord - discesa sud-est, 2130 m, (Alpi dell'Ennstal, Gesäuse); Prima salita della Grosser Buchstein - parete nord, 2224 m, (Alpi dell'Ennstal, Gesäuse); Prima salita al Grosser Buchstein - cresta nord, 2224 m, (Alpi dell'Ennstal, Gesäuse); Prima salita al Cimone della Pala - cresta nord-ovest, 3184 m, (Pala, Dolomiti)
- 1899 Salita alla Cima della Madonna "Winklerkamin", 2733 m, (Pala); Salita alla Pala di San Martino, 2987 m, (Pala)
- 1899 Salita alla Fünffingerspitze "Schmittkamin", IV+, 2996 m, (Gruppo del Sassolungo, Dolomiti); Salita alla parete nord della Kleine Zinne, 2857 m, (Dolomiti di Sesto); Prima salita al Vajolet meridionale, Torre Winkler, 2800 m, Torre Stabler, 2805 m, Torre Delago, 2790 m, IV+, (Catinaccio, Dolomiti); Prima salita alle Torri del Vajolet, Torre Delago, fessura della parete est dalla forcella Delago superiore "Pichlriß", IV, 2790 m, (Catinaccio)
- 1900 Prima salita al Rax, Loswand, parete sud-ovest "Akademikersteig", II+, 500 m, ca. 1050 m, (Rax); Prima salita al Patteriol, parete nord "Pichl-Führe", 3056 m, (Verwall); Prima salita all'Admonter Frauenmauer-Cima sudovest-parete ovest "Jahn-Pichl", IV, 2173 m, (Alpi dell'Ennstal, Gesäuse); Prima salita del St.Gallner-Spitze-torre nord-diretta cresta nord, 2130 m, (Alpi dell'Ennstal; Prima salita del Grossen Buchstein-cresta nord, 2224 m, (Alpi Ennstal)
- 1900 Prima salita del Planspitze-parete nord ovest "Pichl-Panzer-Weg", III-, 620 HM, 2117 m, (Alpi dell'Ennstal, Gesäuse); Prima salita del Hoher cresta nord del Dachstein, 2995 m, (Monti del Dachstein); rima salita della cresta est del Manndlkogel meridionale, 2277 m, (Monti del Dachstein)
- 1901 Prima salita della cresta est del Buchsteinmauer, 2173 m, (Alpi dell'Ennstal, Gesäuse); Prima salita della cima principale dello Sparafeld parete nord-est tetto "salita a sinistra", 2247 m, (Alpi dell'Ennstal, Gesäuse); Prima salita al Totenköpfl cresta sud, 2184 m, (Alpi dell'Ennstal); Prima salita alla torre del Festkogel parete nord "Pichl-Führe", 2173 m, (Alpi dell'Ennstal); Prima salita al Festkogel parete nord "Pichl-Führe", 2269 m, (Alpi dell'Ennstal, Gesäuse); Prima salita dell'Admonter Reichenstein-Totenköpfl-cresta sud, 2184 m, (Alpi dell'Ennstal, Gesäuse)
- 1901 Prima salita del Großwand-cresta ovest, 2413 m, (Monti del Dachstein); Prima salita del Hohes Großwandeck, 2402 m,al Großwand (Monti del Dachstein); Prima salita del Großwandeck all'Hoher Großwandeck, 2402 m, (Monti del Dachstein); Prima salita del Hoher Großwandeck - cresta superiore est, 2402 m, (Monti del Dachstein)
- 1901 Prima salita dell'Hoher Großwandeck - parete nordovest "Variante Pichl al Keidel-Wessely", 2402 m, (Monti del Dachstein); Prima salita del Hoher Großwandeck - cresta sud-est "Jahn-Pichl-Führe", 2402 m, (Gosaukamm, Monti del Dachstein); Ascensione del Piz Bemina - Biancograt, 4049 m, (Bernina); Prima salita del Grosser (Südlicher) Mannlkogl - est cresta e prima traversata, 2277 m, (Monti del Dachstein); Terza salita al pilastro sud del Torstein, 2947 m, (Monti del Dachstein); Prima salita alla parete sud dell'Hoher Dachstein "Pichlweg", III+, 800 HM, 2996 m, (Monti del Dachstein)
- 1902 Prima salita al Grosser Buchstein tramite la cresta est da Hinterwinkel, 2224 m, (Alpi dell'Ennstal, Gesäuse)
- 1902 Prima salita alla gola est del Buchsteinmauer, 2123 m, (Alpi dell'Ennstal, Gesäuse) / 29 maggio 1902, prima salita alle Aiguilles d'Arves "Pichlweg", 3514 m, (Dauphine); Salita del Meije, 3983 m, (Delfinato)
- 1903 Prima salita al Kleiner Laserzkopf parete nordest "Krempel-Pichl-Führe", 2614 m, (Dolomiti di Lienz); Prima salita alla cresta ovest del Seekofel, 2810 m, (Dolomiti di Braies); Prima salita al Dom du Gouter attraverso la cresta rocciosa dal ghiacciaio del Dom, 4306 m, (zona del Monte Bianco); Prima salita al Monte Bianco dal ghiacciaio del Dome "Pichl-Führe", 4807 m, (zona del Monte Bianco); Salita della Catena del Reticone nelle delle Alpi Retiche occidentali
- 1903 Salita all'Ortles cresta nord-nordest "Rothböckgrat", IV-V, fino a 55°, 1300 km, 3902 m, (Gruppo dell'Ortles); Prima salita del Kreuzberg da nord "seconda variante", III-, 2065 m, (Alpstein, Svizzera)
- 1904 Prima salita dell'ottavo Kreuzberg da nord-est "Pichl-Sohm-Führe", II, 2056 m, (Alpstein, Svizzera)
- 1905 Prima salita del Quinto Kreuzberg-versante ovest "Normalweg", II, 2054 m, (Alpstein, Svizzera)
- 1908 Prima salita del Planspitze-parete nordest "Jahn-Weiß-Pichl-Weg", 2117 m, (Alpi Ennstal, Gesäuse); Seconda salita della cresta Ortles-nord-nordest "Rothböckgrat", IV-V, fino a 55°, 1300 km, 3902 m, (Gruppo dell'Ortles); Prima salita del Hoher Schreiberwandkopf, 2642 m, (Monti del Dachstein); Prima salita del Hoher Schreiberwandkopf-cresta nordovest, 2642 m, (Monti del Dachstein); Prima salita del Hoher Schreiberwandkopf-cresta sud-est, 2642 m, (Monti del Dachstein)
- 1911 Prima salita del Schreiberwandturm attraverso la parete sud, 2572 m, (Monti del Dachstein); Prima salita del Hohes Kreuz-cima nord-cresta ovest, 2808 m, (Monti del Dachstein); Prima salita del Hohes Kreuz-cima nord-fianco nordovest, 2808 m, (Monti del Dachstein)
- 1911 Prima salita del Hohe traversata longitudinale della Schneebergwand "variante Pichl/Srbik", 2804 m, (Monti del Dachstein); Prima salita e traversata longitudinale dell'Hohe Schneebergwand "variante Pichl-Heß", 2804 m, (Monti del Dachstein); Salita al Hohe Schneebergwand-seconda torre, (Monti del Dachstein); Salita al Hohe Schneebergwand-terza torre, (Monti del Dachstein); Salita al Hohe Schneebergwand-quarta torre, (Monti del Dachstein); Salita al Hohe Schneebergwand-quinta torre, (Monti del Dachstein)
- 1912 Salita al Hohe Schneebergwand-sesta torre, (Monti del Dachstein); Salita al Hohe Schneebergwand-settima torre, (Monti del Dachstein); Prima salita al Schneebergwand, (Monti del Dachstein); Prima salita al Hohe Schneebergwand - traversata longitudinale - nordovest-sudest, 2804 m, (Monti del Dachstein); Prima salita al Torstein - parete est - cresta nord superiore, 2947 m, (Monti del Dachstein)
- 1914 Prima salita al Drei Kanten - cima centrale - cresta Sudovest, 2219 m, (Alpi dell'Ennstal)
- 1918 Prima salita al Sass Rigais - cresta sudovest "Pichl-Sliutz-Führe", II, 3025 m, (Gruppo delle Odle, Dolomiti); Prima salita al Sass Rigais - cresta sud "Pichl-Waizer-Führe", III, 3025 m, (Gruppo delle Odle, Dolomiti); Prima salita del Campiller Turm, IV, 2650 m, (Gruppo delle Odle, Dolomiti); Prima salita del Sassolungo - parete nord-nord-est e spigolo nord della Guida Pichl-Waizer, IV+, 1000 m, 3181 m, (Gruppo del Sassolungo, Dolomiti)
- 1919 Prima salita del Planspitze- parete nord centrale "Keidel-Wessely-Kamine - variante d'Uscita", 2117 m, (Alpi dell'Ennstal)
- 1922 Prima salita dell'Admonter Frauenmauer - cima nord-est - parete nord "Pichl-Umlauft", 2170 m, (Alpi dell'Ennstal); Prima salita del Wolayer Seekopf (Monte Capolago) - Tangelloch - parete nord, 2554 m m,  (cresta carnica crincipale) (29 luglio, 1922)
- 1923 Prima salita della parete est del Wolayer Kopf "Pichl-Nießer-Weg/Prokesch-Ausstiegsvariante", 2470 m, (cresta carnica principale); prima salita della parete nord dello Sparafeld, 2247 m, (Alpi dell'Ennstal, Gesäuse); prima salita della parete nord del Festkogelturm, 2203 m, (Gesäuse); prima salita della cresta nord del Triglav, 2864 m, (Alpi Giulie); prima salita della parete nord della Vertatscha, 2180 m, (Caravanche); salita dell'Ortler Hochjochgrat, 3902 m, (Monti dell'Ortles); prima salita della parete nord dell'Hohe Warte, 2780 m, (Alpi Carniche)[1][2][3]